# Kurt Aland

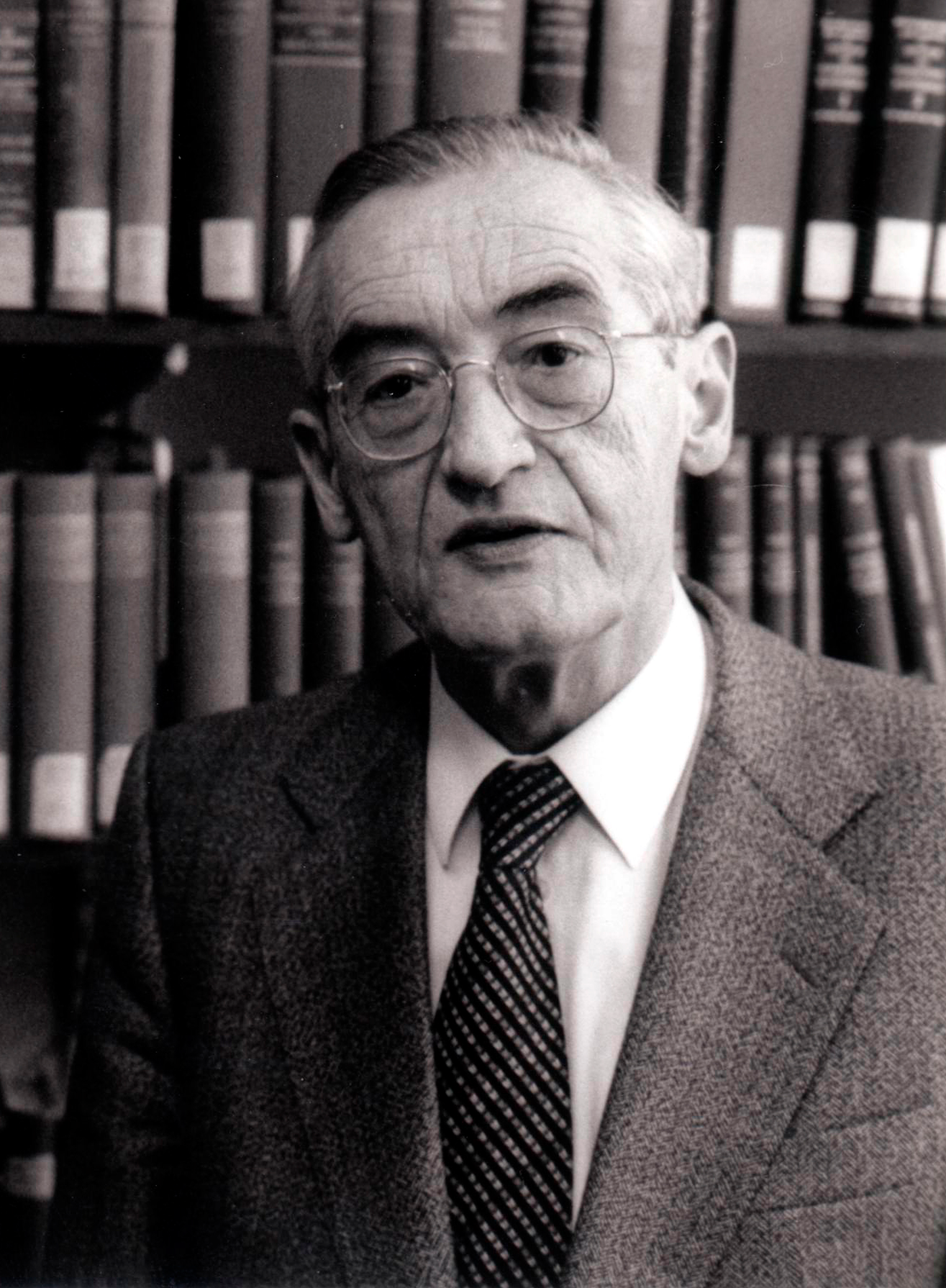
Kurt Aland (etwa 1988)

Kurt Aland (* 28. März 1915 in Steglitz b. Berlin; † 13. April 1994 in Münster/Westfalen) war ein deutscher evangelischer Theologe sowie Professor für neutestamentliche Einleitungswissenschaft und Kirchengeschichte.

## Leben
Kurt Aland war der Sohn von Paul Aland und dessen Ehefrau Anna Aland. Er studierte ab 1933 evangelische Theologie an der Berliner Friedrich-Wilhelms-Universität. Sein theologisches Examen legte er vor dem Prüfungsausschuss des Bruderrates der Bekennenden Kirche am 23. März 1938 ab. Bereits während des Studiums arbeitete er an der Zeitschrift der Bekennenden Kirche, Junge Kirche, mit. In der ideologiekritischen Broschüre Wer fälscht?, die sich unter anderem gegen die Nationalsozialistin Mathilde Ludendorff richtete, positionierte er sich deutlich auf der Seite der Bekennenden Kirche. Das Lizenziat erlangte er 1939 bei Hans Lietzmann. Aufgrund einer Kriegsverletzung (1940) wehrdienstunfähig geworden, übernahm er 1941 die Redaktion der Theologischen Literaturzeitung und nach dem Tod seines Lehrers Hans Lietzmann zunehmend Lehrstuhlaufgaben. Da Aland eine Berufung zum Dozenten für Kirchengeschichte aufgrund einer Festlegung der NSDAP-Kanzlei verwehrt wurde, hatte er 1940 versucht, der NSDAP beizutreten, war aber wegen „konfessioneller Gebundenheit“ abgelehnt worden. 1941 habilitierte er sich, 1944 wurde er in Berlin-Steglitz zum evangelischen Pfarrer ordiniert.
Nach dem Zweiten Weltkrieg wurde Kurt Aland zum Extraordinarius an der theologischen Fakultät der Humboldt-Universität zu Berlin und 1947 zum ordentlichen Professor an der theologischen Fakultät der Universität Halle unter gleichzeitiger Wahrnehmung des Lehrauftrags in Berlin ernannt. 1952 gründete er gemeinsam mit Konrad Onasch das „Institut für Konfessionskunde der orthodoxen Kirchen“ an der Universität Halle.
Alands kritische Haltung zum marxistischen Regime der DDR und seine Mitgliedschaft und Aktivitäten im Spirituskreis führten zur Verfolgung durch die DDR-Behörden. 1953 wurde er unter dem Vorwurf, Uhren nach West-Berlin geschmuggelt zu haben, für drei Monate in Untersuchungshaft genommen. Auch wurden ihm Kontakte zum Untersuchungsausschuss Freiheitlicher Juristen und zum RIAS vorgeworfen. Aland sprach sich mehrfach öffentlich gegen die Unterdrückung der Kirchen und der Lehrfreiheit in der DDR aus. Wegen „böswilligen Hemmens der sozialistischen Umgestaltung der Universitäten“ wurde Aland am 14. Juli 1958 durch die Universität fristlos entlassen. Aland floh im September 1958 nach West-Berlin. Seine 8000 Bände umfassende Bibliothek wurde in die Universitätsbibliothek eingegliedert.
Im September 1958 erhielt Aland zunächst eine „gesamtdeutsche Assistentenstelle“ an der Westfälischen Wilhelms-Universität Münster, bis er 1960 außerordentlicher Professor und 1961 ordentlicher Professor wurde. Einen Ruf der University of Chicago im Jahre 1960 nahm Aland nicht an. In Münster gründete er das Institut für Neutestamentliche Textforschung, dessen Leitung er bis 1983 innehatte, sowie 1979 das Bibelmuseum Münster, welches viele Jahre lang weltweit einzigartig war. Das Institut erlangte mit der Herausgabe des unter dem Namen Nestle-Aland bekannt gewordenen Novum Testamentum Graece weltweite Bedeutung.
Alands erster Ehe mit Ingeborg Aland entstammen drei Kinder. In zweiter Ehe war er seit 1972 mit der Theologin Barbara geb. Ehlers verheiratet.

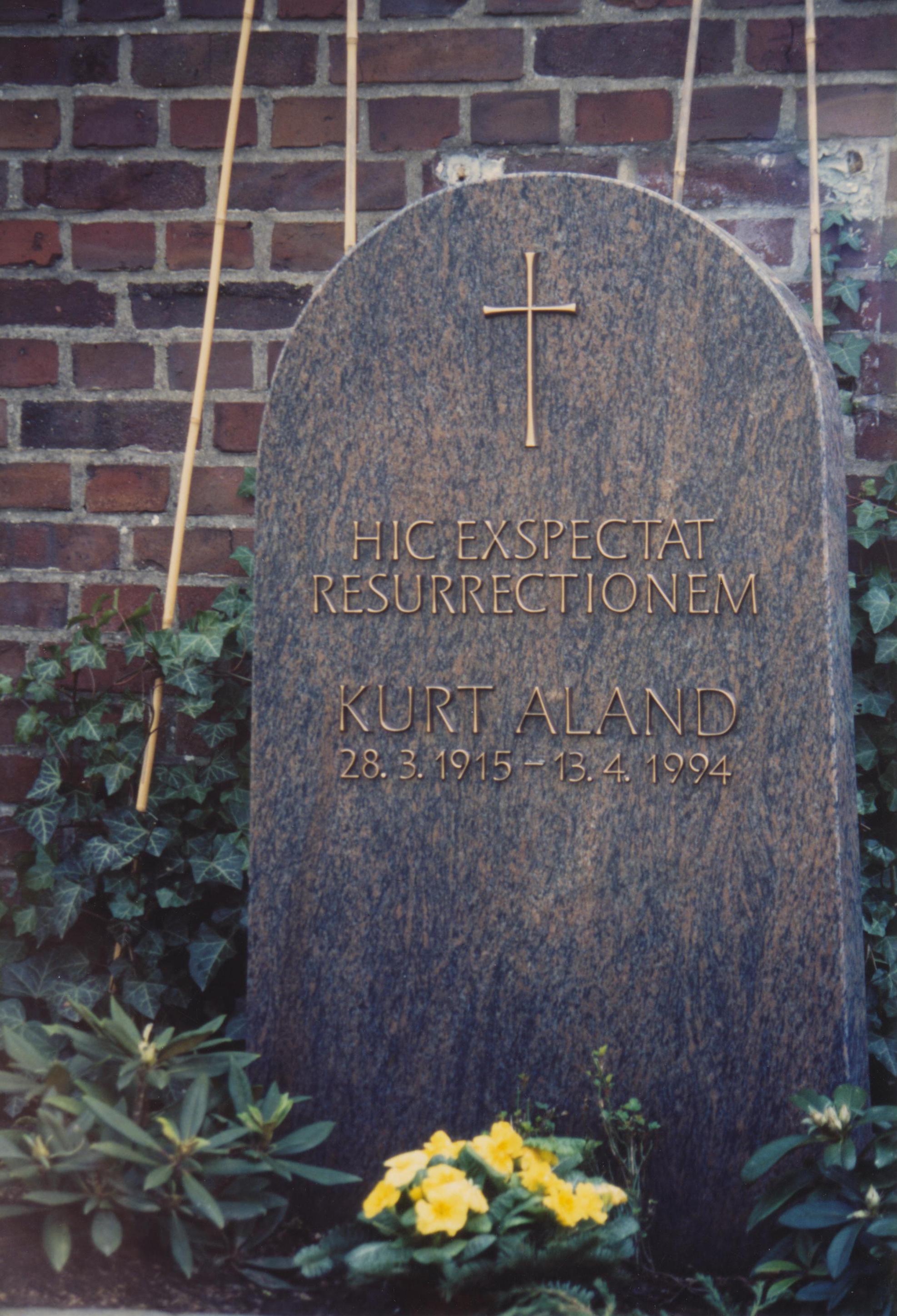
Das Grab des Theologen Kurt Aland auf dem Zentralfriedhof Münster.

## Wirken
Kurt Aland kann in einer Zeit zunehmender Spezialisierung, auch innerhalb der Theologie, als einer der letzten Vertreter ebenso umfassender wie gründlicher historischer und theologischer wissenschaftlicher Arbeit gelten.

### Neutestamentliche Textkritik
Auf dem Gebiet der neutestamentlichen Textkritik gilt seine Arbeit und die des nach seiner Emeritierung 1983 von seiner Frau Barbara geleiteten Instituts für neutestamentliche Textforschung weltweit richtungsweisend. Er ist Autor einer Vielzahl textkritischer Veröffentlichungen. Bekannt ist vor allem die völlig neu bearbeitete Ausgabe des Novum Testamentum Graece (Nestle/Aland) 1979. Schwerpunkt seiner Arbeit war die intensive und mitunter abenteuerliche Suche nach alten Handschriften, deren Auswertung bis heute andauert. Diese Textbasis dient der wissenschaftlichen Arbeit am Neuen Testament mit dem Ziel der größtmöglichen Annäherung an den „Urtext“ des Neuen Testaments.
Kurt Aland unternahm mehrfach Reisen unter anderem zu den Klöstern Russlands und Griechenlands, mit denen die „Entdeckung“ und Dokumentierung zahlreicher neutestamentlicher Handschriften verbunden war. Darüber hinaus wirkte er unter anderem durch die Hermann Kunst-Stiftung zur Förderung der neutestamentlichen Textforschung, in der sich seit 1964 Persönlichkeiten aus Politik, Wirtschaft und Gesellschaft versammelten, zur Förderung und Unterstützung des Institutes für Neutestamentliche Textforschung.
Mit dem Institut für Neutestamentliche Textforschung hat sich Kurt Aland nach Meinung der Fachwelt als großer Ökumeniker erwiesen, der den engen Rahmen des deutschen Protestantismus weit hinter sich ließ.

### Kirchengeschichte
Ein weiterer Schwerpunkt seiner Arbeit waren seine kirchenhistorischen Arbeiten, sowohl im altkirchlichen Bereich wie in der Reformationsgeschichte, der neueren Kirchengeschichte des Pietismus und der beginnenden Erweckungsbewegung. Von Kritikern wird die Tiefe und Weite sowie die umfassende Quellenkenntnis Alands hervorgehoben. Diese verleihe den kirchengeschichtlichen Einzelarbeiten Alands eine Gegenwärtigkeit und Lebendigkeit, was ein wissenschaftsdidaktisch wichtiger Aspekt sei.
Aland initiierte und beteiligte sich mit Veröffentlichungen an zahlreichen wissenschaftlichen Diskussionen, darunter u. a. zum Thema Taufe und Kindertaufe mit Joachim Jeremias und Karl Barth, und zu der Frage Ist Petrus als Märthyrer in Rom gestorben? (Diskussion mit Karl Heussi). Über die zeitliche Einstufung und die Wahrhaftigkeit der 95 Thesen Martin Luthers diskutierte er mit Hans Volz, Erwin Iserloh und Klemens Honselmann, sowie über die Anfänge des Pietismus mit Johannes Wallmann.
Aland achtete bei historischen Fragen auch auf quantitative Aspekte. So verglich er die ersten beiden Bände von Biblia Patristica und stellte fest, dass darin für das 3. Jahrhundert weniger Parallelen zu den Paulusbriefen verzeichnet sind als für das 2. Jahrhundert.
Kurt Aland vertrat die Grundüberzeugung, dass alle historische Arbeit letztlich von der Kenntnis, der Verlässlichkeit und der Zugänglichkeit ihrer Quellen lebt, und er bemühte sich um eine ausgewogene Auswertung der Quellen. Er kritisierte z. B. die unter Patristikern und Neutestamentlern verbreitete Neigung zu Spätdatierungen für die Entstehung einzelner neutestamentlicher Texte. Ihm schien es passender, innerhalb eines möglichen Datierungsrahmens eher von einem Mittelwert auszugehen, nicht vom spätest möglichen Datum. Dazu äußerte er folgende Empfehlung:

„Die erste sichere Bezeugung bei den Kirchenvätern bedeutet gleichzeitig ein Indiz für die Entstehungszeit der Schrift, die zwei bis drei Jahrzehnte vorher angesetzt werden muß, jedenfalls nach den Durchschnittswerten, mit denen der Historiker rechnet.“

Der Nachlass Kurt Alands befindet sich im Archiv der Westfälischen Wilhelms-Universität Münster.

## Ehrungen

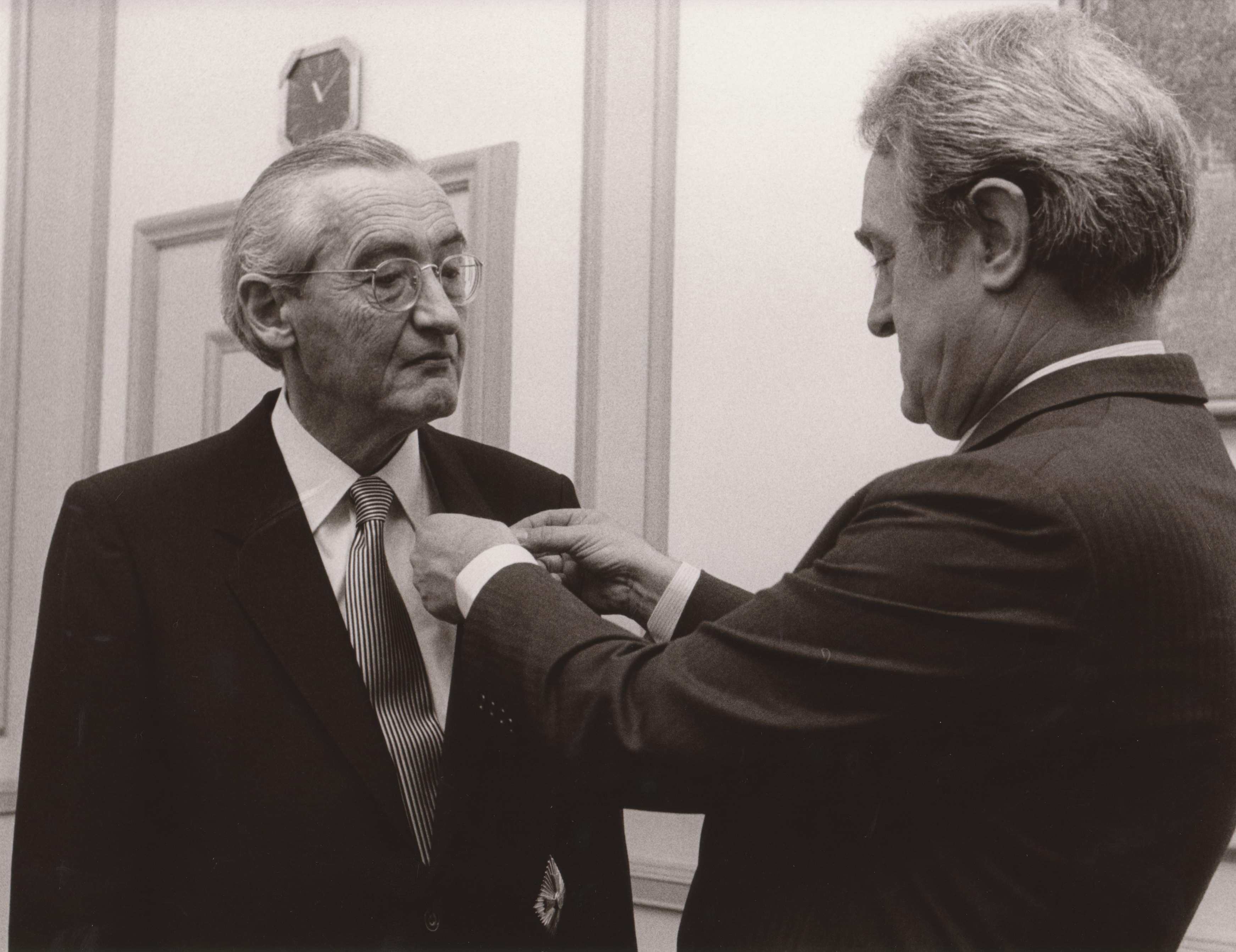
Kurt Aland erhält das große Bundesverdienstkreuz mit Stern (1983)

Kurt Aland erhielt folgende Ehrendoktorwürden:
- 1950: „Dr. (h. c.)“, Universität Göttingen
- 1957: „Doctor of Divinity“, Universität St Andrews (Schottland)
- 1971: „Doctor of Literature“, Wartburg College, Waverly (Iowa)

Er erhielt folgende Auszeichnungen:
- 1963: Goldenes „Athos-Kreuz“ des Patriarchen Athenagoras[17]
- 1975: „Burkitt Medal for Biblical Studies“ durch die British Academy[17]
- 1976: Großes Bundesverdienstkreuz[17]
- 1983: Großes Bundesverdienstkreuz mit Stern[18]
- 1985: „Luther-Medaille“ der Martin-Luther-Universität Halle-Wittenberg[19]
- 1985: „Canstein-Medaille“ der Deutschen Bibelgesellschaft[20]
- 1994: „St. Paul’s Biglerville Prize“ der Amerikanischen Lutherischen Historischen Gemeinschaft[21][22]

Kurt Aland war Mitglied in folgenden wissenschaftlichen Akademien:
- seit 1955: Sächsische Akademie der Wissenschaften
- seit 1969: British Academy[23]
- seit 1975: Akademie der Wissenschaften zu Göttingen
- seit 1976: Königlich-Niederländische Akademie der Wissenschaften

Die amerikanische Society of Biblical Literature ernannte ihn zum Ehrenmitglied. Außerdem wurde Aland 1966 von der American Bible Society (Amerikanische Bibelgesellschaft) zum Ehrenmitglied auf Lebenszeit ernannt.

## Veröffentlichungen
Theologische Bücher
- Spener-Studien. 1943 (= Arbeiten zur Geschichte des Pietismus I. Arbeiten zur Kirchengeschichte. Band 28).
- Kirchengeschichtliche Entwürfe. Alte Kirche – Reformation und Luthertum – Pietismus und Erweckungsbewegung. 1960.
- Die Säuglingstaufe im Neuen Testament und in der alten Kirche. Eine Antwort an Joachim Jeremias. In: TEH. N.F. 86, 1961.
- Über den Glaubenswechsel in der Geschichte des Christentums. 1961.
- Taufe und Kindertaufe. 40 Sätze zur Aussage des Neuen Testaments und dem historischen Befund, zur modernen Debatte darüber und den Folgerungen daraus für die kirchliche Praxis – zugleich eine Auseinandersetzung mit Karl Barths Lehre von der Taufe. 1971.
- Neutestamentliche Entwürfe. 1979 (= Theologische Bücherei, NT. 63.)

Arbeiten zur Philologie des Neuen Testaments
- Das Evangelium. Urtext und deutsche Übertragung. Eine Auswahl aus dem Neuen Testament. Bearbeitet von Lic. Kurt Aland. Ernst Heimeran Verlag, München 1940.
- Bibel und Bibeltexte bei August Hermann Francke und Johann Albrecht Bengel. In: Pietismus und Bibel. 1970, S. 89–147 (= AGP, 9).
- A Textual Commentary on the Greek New Testament. A Companion Volume to the United Bible Societies Greek New Testament. 3. Auflage. 1971.
- mit Barbara Aland: Der Text des Neuen Testaments. Einführung in die wissenschaftlichen Ausgaben sowie in Theorie und Praxis der modernen Textkritik. 2. Auflage. Stuttgart 1982. 1989, ISBN 3-438-06011-6.
- Die Grundurkunde des Glaubens. Ein Bericht über 40 Jahre Arbeit an ihrem Text. In: Bericht der Hermann Kunst-Stiftung zur Förderung der Neutestamentlichen Textforschung für die Jahre 1982 bis 1984. 1985, S. 9–75.
- Das Neue Testament – zuverlässig überliefert. Die Geschichte des neutestamentlichen Textes und die Ergebnisse der modernen Textforschung. 1986 (= Wissenswertes zur Bibel. 4).
- Text und Textwert der griechischen Handschriften des Neuen Testaments. Band I–III. 1987 ff. (= Arbeiten zur neutestamentlichen Textforschung).

Aufsätze zur Kirchengeschichte
- Methodische Bemerkungen zum Corpus Paulinum bei den Kirchenvätern des zweiten Jahrhunderts. In: Adolf Martin Ritter (Hrsg.): Kerygma und Logos. ... Festschrift für Carl Andresen zum 70. Geburtstag. Göttingen 1979, S. 29–48.

Herausgebertätigkeit
- Theologische Literaturzeitung. Monatsschrift für das gesamte Gebiet der Theologie und Religionswissenschaft. Begründet von Emil Schürer und Adolf von Harnack. Unter Mitwirkung von Professor D. Ernst Sommerlath, Leipzig (Herausgeber von 1941 bis 1958).
- Texte und Untersuchungen zur Geschichte der altchristlichen Literatur.
- Quellen zur Geschichte des Papsttums und des römischen Katholizismus. Band 1: Von den Anfängen bis zum Tridentinum. Reihe II: Die Kirche nach dem 2. Vatikanischen Konzil. Band 1: Die Jahre 1966 und 1967.

Philologie des Neuen Testaments
- (Hrsg.) Synopsis Quattuor Evangeliorum. Locis parallelis evangeliorum, apocryphorum et patrum adhibitis. 1963.
- Vollständige Konkordanz zum griechischen Neuen Testament, unter Zugrundelegung aller modernen kritischen Textausgaben und des textus receptus, in Verbindung mit Harald Riesenfeld, Hans-Udo Rosenbaum, Christian Hannick, Bernhard Bonsack, neu zusammengestellt unter der Leitung von Kurt Aland. 1975 ff.
- Computer-Konkordanz zum Novum Testamentum Graece von Nestle-Aland26 und zum Greek New Testament3. Hrsg. vom Institut für neutestamentliche Textforschung und vom Rechenzentrum der Universität Münster, unter besonderer Mitwirkung von H. Bachmann und W. A. Slaby. 1977.
- (Hrsg. mit M. Black, C. M. Martini, B. M. Metzger, A. Wikgren) Novum Testamentum Graece. Post Eberhard Nestle et Erwin Nestle.
- Luther Deutsch. Studienausgabe in 10 Bänden und 1 Registerband. 4. Auflage. Göttingen 1991, ISBN 3-8252-1656-X. Entspricht Kurt Aland (Hrsg.): Martin Luther. Gesammelte Werke. CD-Rom. Direct Media Publishing, Berlin 2003, ISBN 3-89853-163-5. Beide Ausgaben in heutigem Deutsch.
- (Bearb. mit Barbara Aland) Novum Testamentum Latine. Novam Vulgatam Bibliorum Sacrorum Editionem secuti apparatibus titulisque additis. 1984.
- (Bearb. mit Barbara Aland) Griechisch-deutsches Wörterbuch zu den Schriften des Neuen Testaments und der frühchristlichen Literatur von Walter Bauer. 6. Auflage. Institut für Neutestamentliche Textforschung/Münster unter besonderer Mitwirkung von Viktor Reichmann. 1988.

## Videos
- Bericht über die neuen Handschriftenfunde im Sinai 1975
- Zur Arbeit am Griechischen Neuen Testament, 1977
- Fernsehbericht über die Eröffnung des Bibelmuseums und die Arbeit des INTF, 1979
- Kurzinterview mit Kurt Aland, 1989